# Montecalvo Irpino
Montecalvo Irpino est une commune de la province d'Avellino dans la Campanie en Italie.

## Administration
| Période                                  | Période  | Identité           | Étiquette                    | Qualité |
| ---------------------------------------- | -------- | ------------------ | ---------------------------- | ------- |
| 14 juin 2004                             | En cours | Giancarlo Di Rubbo | Centri-Sinistra (Contr.Uff.) |         |
| Les données manquantes sont à compléter. |          |                    |                              |         |

### Hameaux
Malvizza, Cesine, Frascino, Corsano, Maurielli, Valli

### Communes limitrophes
Apice, Ariano Irpino, Buonalbergo, Casalbore, Castelfranco in Miscano, Ginestra degli Schiavoni